# لواء السامرية
كان لواء السامرية أحد ألوية فلسطين الستة خلال فترة الانتداب البريطاني، كان مركزه مدينة نابلس. يضم اللواء ثلاث أقضية:
- قضاء جنين
- قضاء طولكرم
- قضاء نابلس